# Ramblewood (Nova Jersey)
Ramblewood és una concentració de població designada pel cens dels Estats Units a l'estat de Nova Jersey. Segons el cens del 2000 tenia 6.003 habitants.

## Demografia
Segons el cens del 2000, Ramblewood tenia 6.003 habitants, 2.306 habitatges, i 1.568 famílies. La densitat de població era de 683,7 habitants/km².
Dels 2.306 habitatges en un 29,6% hi vivien nens de menys de 18 anys, en un 58,6% hi vivien parelles casades, en un 7,1% dones solteres, i en un 32% no eren unitats familiars. En el 26,5% dels habitatges hi vivien persones soles el 6,7% de les quals corresponia a persones de 65 anys o més que vivien soles. El nombre mitjà de persones vivint en cada habitatge era de 2,51 i el nombre mitjà de persones que vivien en cada família era de 3,1.
Per edats la població es repartia de la següent manera: un 22% tenia menys de 18 anys, un 5,7% entre 18 i 24, un 30,4% entre 25 i 44, un 26,1% de 45 a 60 i un 15,9% 65 anys o més.
L'edat mediana era de 40 anys. Per cada 100 dones de 18 o més anys hi havia 91,8 homes.
La renda mediana per habitatge era de 71.230 $ i la renda mediana per família de 76.519 $. Els homes tenien una renda mediana de 57.152 $ mentre que les dones 36.436 $. La renda per capita de la població era de 30.308 $. Aproximadament l'1,1% de les famílies i l'1,7% de la població estaven per davall del llindar de pobresa.

## Poblacions més properes
El següent diagrama mostra les poblacions més properes.